# Koninklijke Vereeniging voor Volksvermaken Groningen
De Koninklijke Vereeniging voor Volksvermaken Groningen is een vereniging uit de Nederlandse stad Groningen. De vereniging is opgericht op 26 juni 1874, met als belangrijkste doel de organisatie van de jaarlijkse viering van het Groningens Ontzet. 
Vanaf 1947 organiseert de vereniging tevens de intocht van Sinterklaas. Andere activiteiten zijn een lampionnenwedstrijd op het Sint-Maartenfeest en arrensledewedstrijden in winters met voldoende sneeuw.
Ter gelegenheid van het honderdjarig bestaan ontving de vereniging in 1974 het predicaat Koninklijk. Dit predicaat werd in 2010 voor 25 jaar verlengd.